# Octobre 1837

## Événements
- 1er octobre : Ieyoshi Tokugawa devient shogun du Japon (fin en 1857)[1].

- 2 octobre : le Racer's storm, un des ouragans les plus puissants et les plus dévastateurs du XIXe siècle, frappe le Mexique près Matamoros.

- 3 octobre, France : le roi Louis-Philippe Ier dissout la Chambre et désigne de nouveaux pairs.

- 4 au 9 octobre : le Racer's storm, un des ouragans les plus puissants et les plus dévastateurs du XIXe siècle, frappe les États-Unis.

- 10 octobre : Ahmed Ier Bey, fils de Mustapha, devient bey de Tunis (fin en 1855). La régence de Tunis entreprend sa modernisation sous son gouvernement.
  - Le bey de Tunis Ahmad, par ses dépenses somptuaires, ruine le trésor public. Ces dépenses sont largement financées par des emprunts contractés auprès de France. Le remboursement de la dette extérieure excède les revenus, ce qui rend le bey principal débiteur de la France.

- 12 octobre :
  - Victor Hugo décide d'intenter un procès à la Comédie-Française pour non-observation de contrat;
  - mort de Charles Marie Denys de Damrémont devant Constantine.

- 13 octobre, Expédition de Constantine de 1837 : prise de Constantine par les troupes françaises commandées par le général Damrémont puis par le général Valée, avec la participation du duc de Nemours.
  - Le Gouverneur général reçoit l’ordre de marcher sur Constantine avec 10 000 hommes. La ville est prise le 13 octobre après sept jours de siège. Le général Valée s’attache à organiser la province de Constantine, puis doit affronter Abd el-Kader (fin en 1840).

- 15 octobre, France : Victor Hugo s'en va seul, en pèlerinage, aux Roches. Il rentre le lendemain.

- 18 octobre, France : mariage au Grand Trianon de la princesse Marie d’Orléans et du duc Alexandre de Wurtemberg.

- 21 octobre : le chef Séminole Osceola est capturé alors que flottait le drapeau blanc. Il meurt en prison.

- 28 octobre, France : refusant des accommodements, Victor Hugo décide de faire son procès à la Comédie-Française, qui n'a pas tenu ses engagements touchant les reprises d’Angelo, de Marion Delorme et d’Hernani.

## Naissances
- 15 octobre : Leo Königsberger (mort en 1921), mathématicien allemand.
- 29 octobre : Abraham Kuyper, théologien et homme politique néerlandais.

## Décès
- 5 octobre : Hortense de Beauharnais.
- 6 octobre : Jean-François Lesueur, compositeur et pédagogue français (° 1760).
- 10 octobre : Charles Fourier, philosophe français.
- 14 octobre : Léopold de Rennette, bourgmestre de Namur.
- 26 octobre : Arthur Woolf (né en 1766), ingénieur anglais.